# Xã Luray, Quận Russell, Kansas
Xã Luray (tiếng Anh: Luray Township) là một xã thuộc quận Russell, tiểu bang Kansas, Hoa Kỳ. Năm 2010, dân số của xã này là 258 người.